# Arnim Petersen
Arnim Petersen, oftmals auch fälschlicherweise Armin Petersen geschrieben, (* 1. Oktober 1880 in Hamburg-Volksdorf, Deutschland; † 21. Juni 1952 in Berlin-Schöneberg) war ein deutscher Drehbuchautor.

## Leben und Wirken
Der im Hamburger Stadtteil Volksdorf geborene Petersen hatte schon in jungen Jahren zu schreiben begonnen und sich einen Namen als Übersetzer bzw. Bearbeiter fremdsprachiger Bühnenstücke gemacht. Gleich nach dem Ende des Ersten Weltkriegs stieß Arnim Petersen zur Filmindustrie und begann Drehbücher zu verfassen. Anfänglich schrieb er vor allem Manuskripte für den bei der kleinen Firma Neutral-Film arbeitenden Regisseur Willy Zeyn senior, im Laufe der 1920er Jahre war Petersen auch für die Kulturfilmabteilung der UFA tätig. Bis 1933 konzentrierte sich Petersen auf Drehbücher für Unterhaltungsspielfilme, von denen jedoch keiner künstlerische Bedeutung erlangte. Im Dritten Reich wechselte der Autor endgültig zum Kultur- und Dokumentarfilm, dem er auch nach dem Zweiten Weltkrieg, nunmehr vor allem im Dienst des DEFA-Studio für populärwissenschaftliche Filme, treu blieb. 

## Filmografie
- 1919: Das Geheimnis von Schloß Holloway
- 1920: Die böse Lust
- 1921: Das neue Paradies
- 1921: Das Haus in der Weichselgasse
- 1922: Der schwarze Stern
- 1922: Der Halunkengeiger
- 1923: Der Mitternachtszug
- 1924: Die Fahrt ins Verderben
- 1925: Die Anne-Liese von Dessau
- 1925: Goldjunge
- 1926: Falsche Scham (Zwischentitel)
- 1926: Hermanns Erzählungen
- 1926: Der Mann im Feuer
- 1927: Männes Werdegang
- 1927: Milak, der Grönlandjäger
- 1928: Tragödie im Zirkus Royal
- 1929: Das Mädel aus der Provinz
- 1931: Nachtkolonne
- 1933: Das alte Recht
- 1937: Kleine Gans – ganz groß!
- 1938: … und billig ist es außerdem! (Werbefilm)
- 1938: Sieger des Friedens
- 1939: Hilfe! Hilfe!
- 1946: Hilf mir, Mutti! (Konzept)
- 1948: Feind und Freund – ein Film vom Schimmelpilz (Konzept)
- 1948: Glück auf!
- 1950: Unsere Zweiunddreißig
- 1950: Kampf den Fliegen

## Einzelnachweis
1. ↑  Kulturmeldung. In: Wiener Zeitung, 5. August 1912, S. 4 (online bei ANNO).

| Personendaten    | Personendaten                  |
| ---------------- | ------------------------------ |
| NAME             | Petersen, Arnim                |
| ALTERNATIVNAMEN  | Petersen, Armin                |
| KURZBESCHREIBUNG | deutscher Drehbuchautor        |
| GEBURTSDATUM     | 1. Oktober 1880                |
| GEBURTSORT       | Hamburg-Volksdorf, Deutschland |
| STERBEDATUM      | 21. Juni 1952                  |
| STERBEORT        | Berlin-Schöneberg              |